# Nowy Wielisław
Nowy Wielisław (niem. Neuwilmsdorf lub Neu Wilmsdorf) – część miasta Polanica-Zdrój w Polsce, położona w województwie dolnośląskim, w powiecie kłodzkim.

## Położenie
Nowy Wielisław to dawna wieś, a obecnie część Polanicy-Zdroju leżąca w południowo-zachodniej części miasta, nad potokiem Wielisławka, na wysokości około 360–410 m n.p.m.

## Podział administracyjny
W latach 1975–1998 miejscowość administracyjnie należała do województwa wałbrzyskiego.

## Historia
Nowy Wielisław powstał w 1564 jako osada w parafii Stary Wielisław, stąd pochodzi jego nazwa. Około roku 1680 wieś objęły rozruchy chłopskie, które przerwał dopiero wybuch epidemii dżumy. W połowie XVIII wieku była to typowa wieś rolnicza, część jej mieszkańców trudniła się także tkactwem. W 1767 roku mieszkało tu 6 kmieci, 29 zagrodników i 4 chałupników, w tym 2 rzemieślników. W 1787 roku liczba zagrodników wzrosła do 47, przybyło również rzemieślników. Było tu też kilka stawów rybnych, a w XIX wieku powstał młyn. W drugiej połowie XIX wieku kiedy rozwinęło się uzdrowisko w Polanicy miejscowość stała się popularnym letniskiem. Po 1945 roku Nowy Wielisław utracił znaczenie letniskowe i ponownie stał się wsią typowo rolniczą. Od 1973 roku miejscowość znalazła się w granicach administracyjnych Polanicy-Zdroju.

## Zabytki
Do wojewódzkiego rejestru zabytków wpisana jest:
- Kaplica św. Antoniego Padewskiego w Nowym Wielisławiu z końca XVII wieku, upamiętniająca śmierć 46 mieszkańców wsi w czasie epidemii dżumy w 1680 roku[3]. Kaplica została znacznie przebudowana w XX wieku, obecnie pełni funkcję kościoła filialnego[3].

Inne zabytki:
- Dawna karczma z XIX wieku, późniejszy bar "Pod Kasztanami".

## Szlaki turystyczne
Zachodnim skrajem Nowego Wielisławia przechodzą dwa szlaki turystyczne: 
- z Polanicy-Zdroju do Zieleńca,
- z Polanicy-Zdroju do Bystrzycy Kłodzkiej.

## Galeria

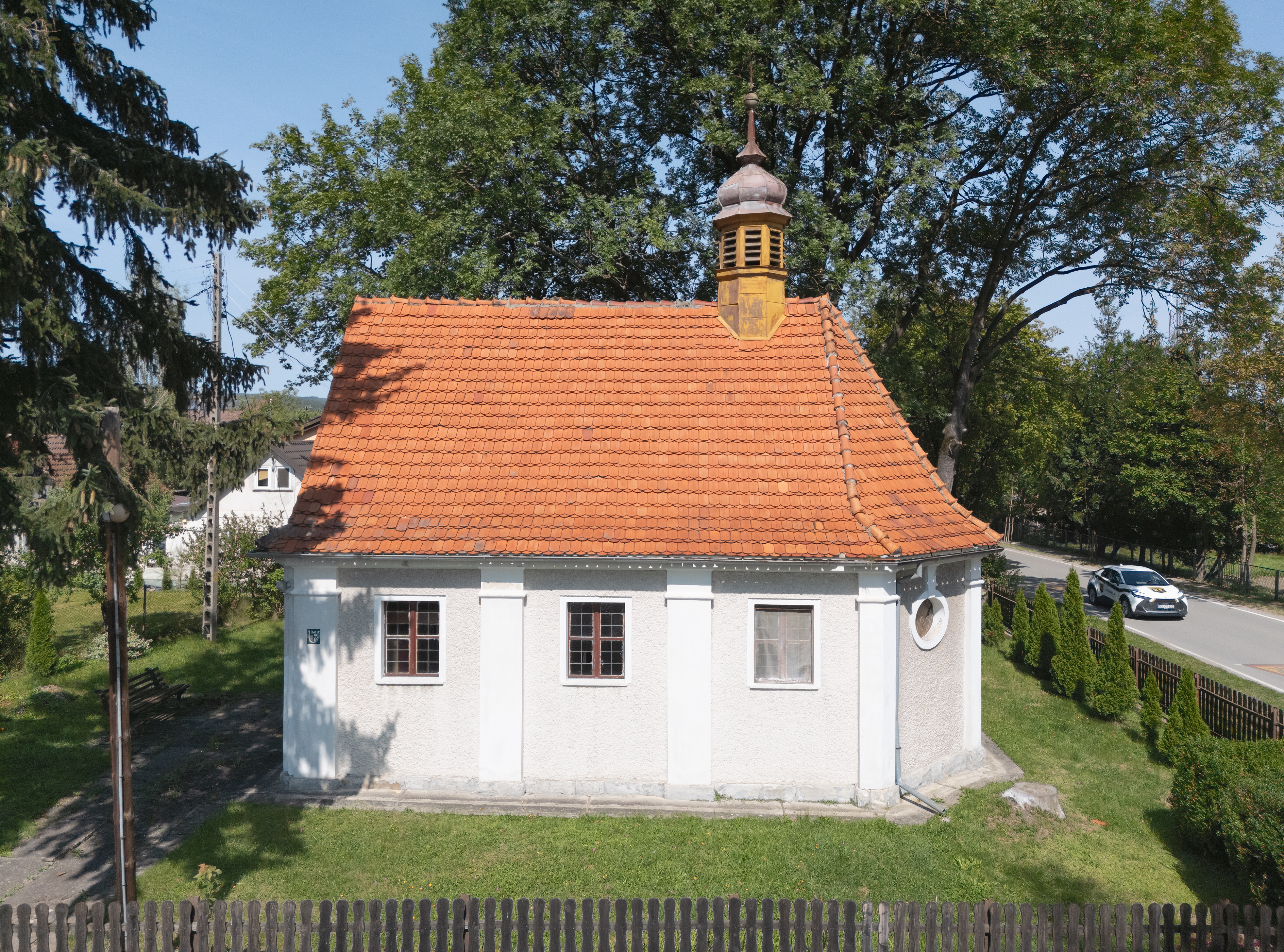
Kaplica św. Antoniego
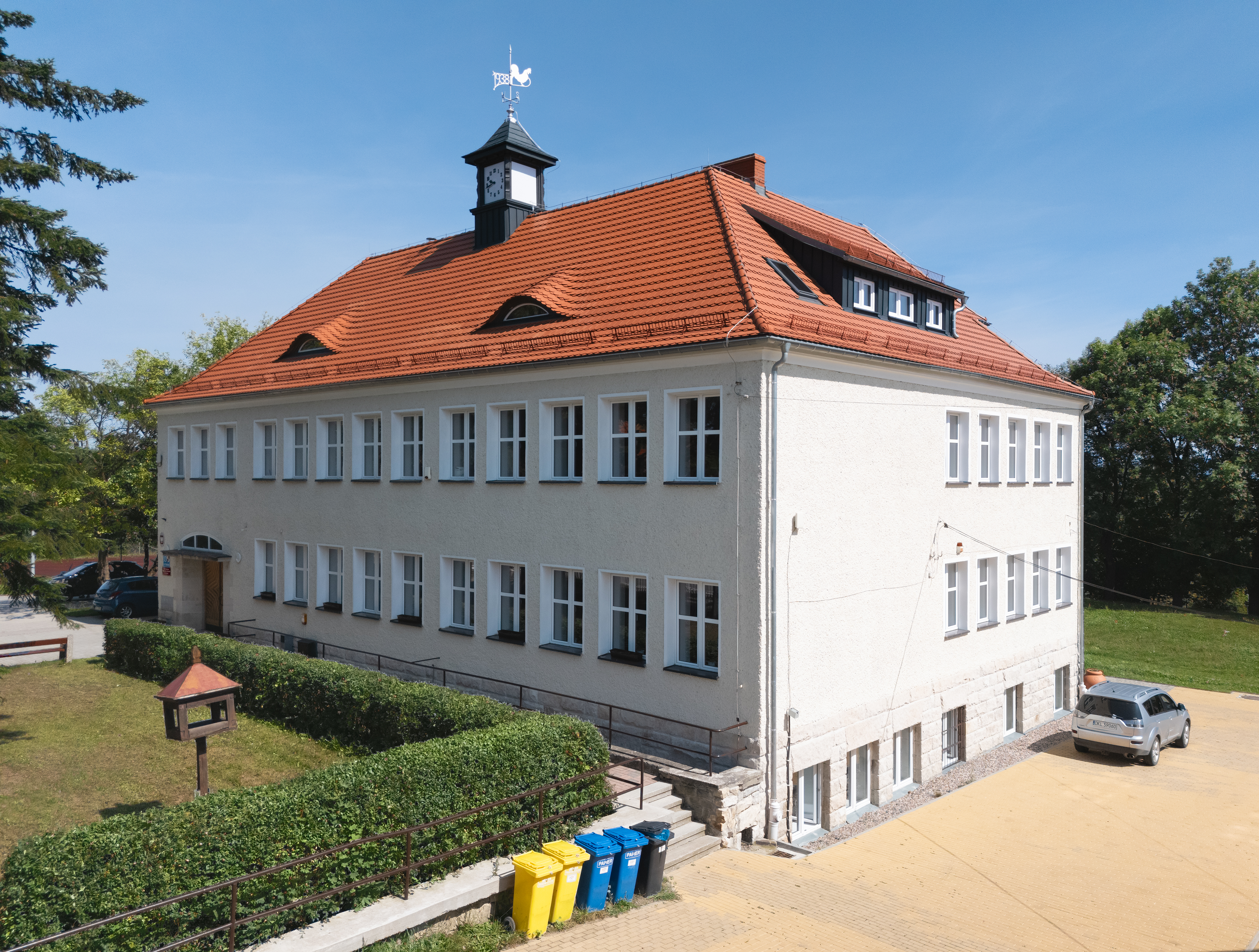
Szkoła podstawowa
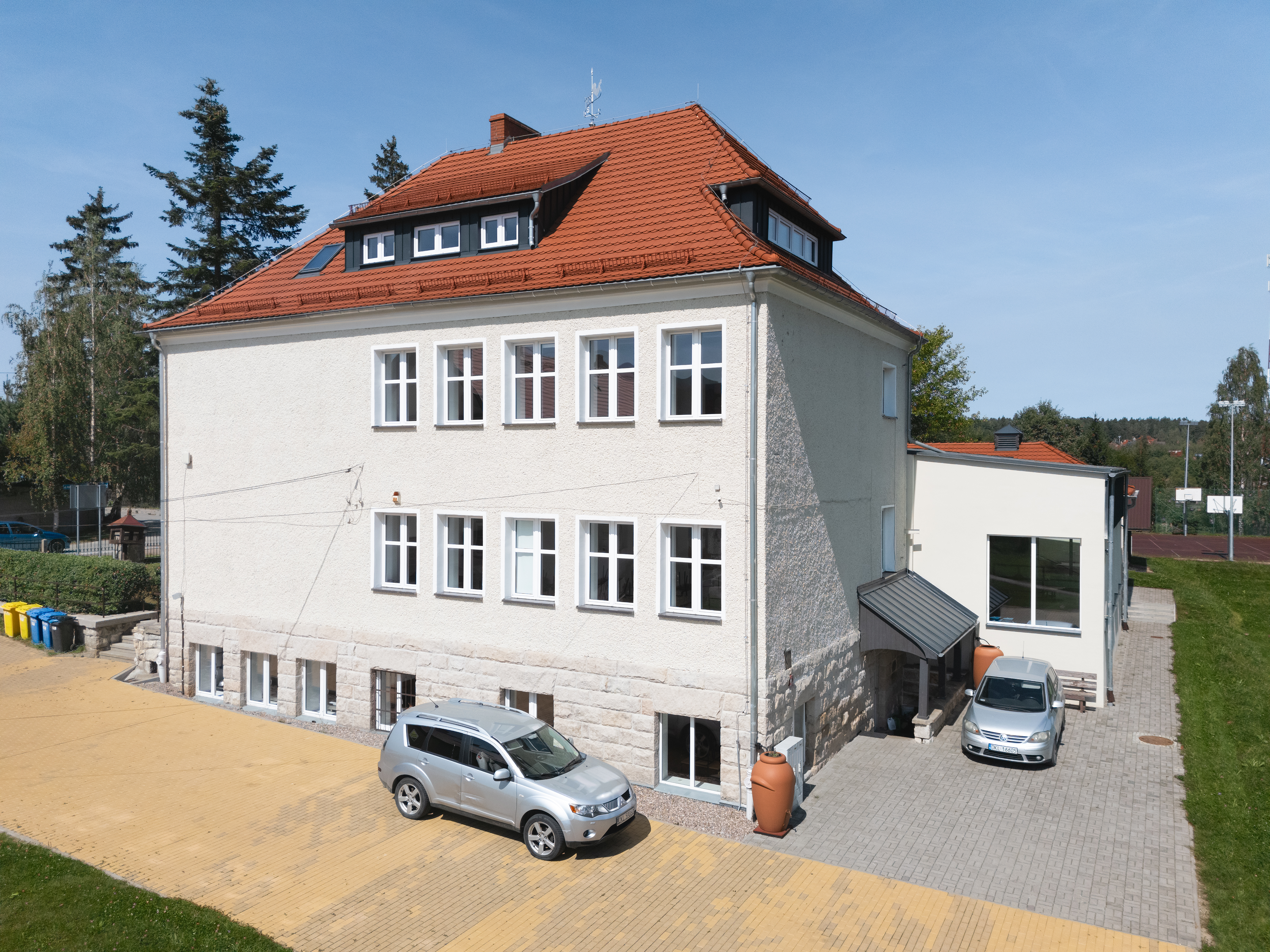
Szkoła podstawowa
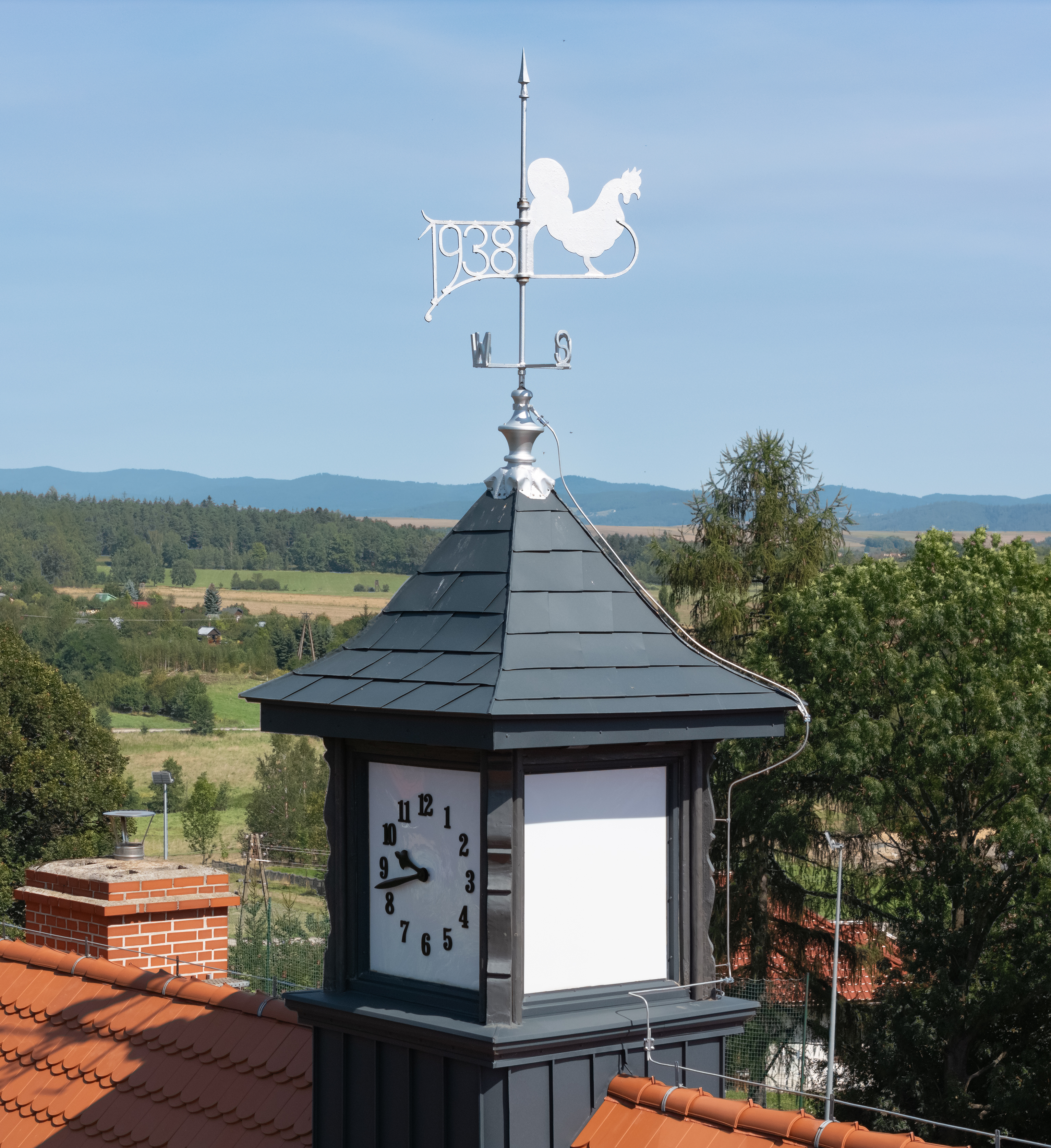
Zegar na szkole
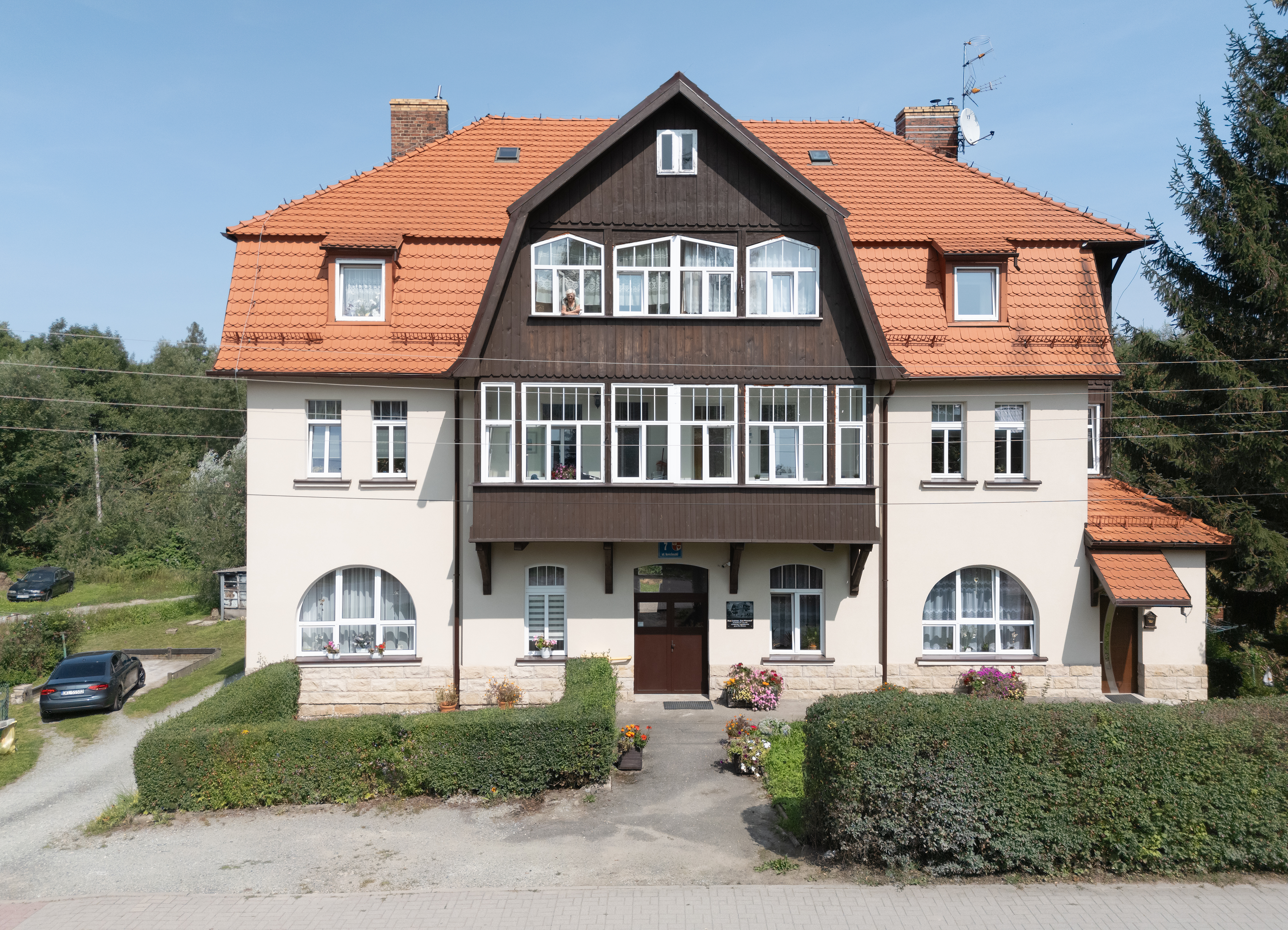
Dawna karczma